# De Aasgieren
De Aasgieren is een fantasy stripreeks van de Belgische scenarist Jean Dufaux en de Italiaanse tekenaar Enrico Marini. Het eerste nummer verscheen in oktober 1998 bij uitgeverij Dargaud.

## Verhaal
In New York onderzoeken politie luitenant Vicky Lenore en haar teamgenoot Spiaggi een reeks raadselachtige moorden, slachtoffers van de in het leer geklede Camilla en haar broer Drago. Drago en Camilla zijn afstammelingen van een lange rij vampiers. Toen hun vader vermoord werd door de andere vampiers omdat hij zijn oude levenswijze niet wilde opgeven, zwoeren ze elke onsterfelijke te doden. Daarnaast zijn er nog de anderen, de gewone mensen, de stervelingen. Inspecteur Vicky Leonore en haar assistent Benito Spiaggi, die de moorden onderzoeken, komen in de ban van het verraad, de macabere feesten en de smerige intriges van de vampieren.